# Conus clavatulus
Espèce
Conus clavatulus est une espèce fossile de mollusques gastéropodes marins de la famille des Conidae.

## Taxonomie

### Publication originale
L'espèce Conus clavatulus a été décrite pour la première fois en 1852 par le naturaliste, explorateur, malacologue et paléontologue français Alcide Dessalines d'Orbigny (1802-1857).

## Identifiants taxonomiques
- Ressource relative au vivant :   - World Register of Marine Species

Chaque taxon catalogué par les bases de données biologiques et taxonomiques possède un identifiant qui permet d'établir un point de référence. Les identifiants de Conus clavatulus dans les principales bases sont les suivants :
CoL : XX6N - WoRMS : 986774